# Arin Mirkan
Arin Mirkan, née Dilar Gencxemis à Afrine, est une capitaine des Unités de protection de la femme (YPJ) pendant la guerre civile syrienne. Elle meurt au combat le 5 octobre 2014 au début de la bataille de Kobané en se faisant exploser au milieu des djihadistes de l'État islamique après s'être retrouvée à court de munitions. Elle devient après sa mort une héroïne pour les partisans de la cause kurde syrienne.

## Biographie
Dilar Gencxemis est née à Afrine, une ville du gouvernorat d'Alep, dans le nord-ouest de la Syrie. Sa date de naissance est inconnue, tout comme la date à laquelle elle rejoint les YPJ. Elle doit avoir au moins 20 ans pour pouvoir participer aux combats, et cinq ans de services pour être nommée capitaine. Au sein des YPJ, elle adopte le nom de guerre Arin Mirkan,.

### Bataille de Kobané

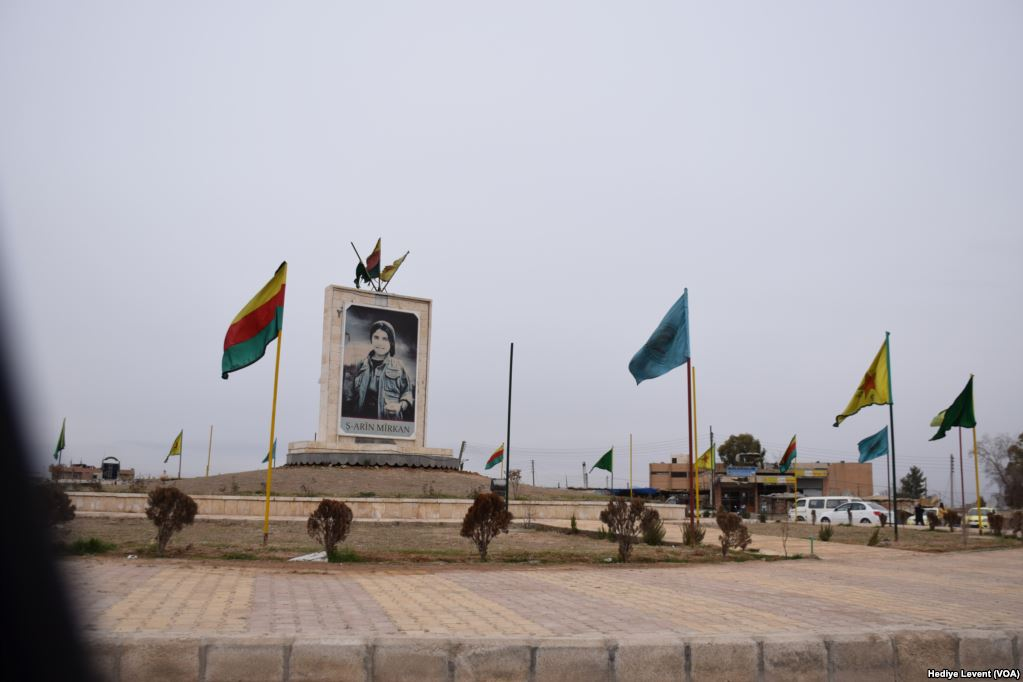
Mémorial à Hassaké en hommage à Arin Mirkan.

L’organisation islamiste État islamique attaque la région de Kobané, située dans le nord syrien à la frontière avec la Turquie, en septembre 2014. Malgré le soutien aérien de la coalition arabo-occidentale, les Kurdes reculent et les djihadistes atteignent la ville le 1er octobre.
Pendant plusieurs jours, les combats font rage aux abords de Kobané. Le 5 octobre, dans le quartier de Mishténour, Arin se retrouve à court de munitions et encerclée par les soldats de l'État islamique (EI). Sachant le sort terrible qui l'attend si elle est faite prisonnière, elle se jette sur eux et se fait exploser, en tuant plusieurs d'entre eux avec elle. De fait, elle devient la première kamikaze kurde connue de la guerre.
En 2017, la commandante des YPJ Rojda Felat témoigne au New Yorker. Elle indique qu'elle se trouvait ce jour-là en compagnie d'Arin lorsque les troupes de l'EI, équipées de chars pris à l'armée syrienne, se rapprochaient d'elles. Arin prit alors de nombreuses grenades avec elle et se jeta sous un char avant de se faire exploser. Son acte ne suffit pas à sauver la colline de Mishténour, prise par l'EI peu après.

## Hommages
Le « sacrifice » d'Arin est salué par un communiqué officiel des Unités de protection du peuple (YPG). Les messages d’hommage affluent.